# Laurencekirk
Laurencekirk (gael. Eaglais Labhrainn) – miasto we wschodniej Szkocji, w jednostce administracyjnej (council area) Aberdeenshire, historycznie w hrabstwie Kincardineshire. Położone w dolinie rzeki Luther, ok. 50 km na południowy zachód od Aberdeen, w 2011 roku liczyło 2925 mieszkańców.
W 1646 roku wieś odnotowana została pod nazwami Kirktoun of Conveth lub Sanct-Lawrence. Wówczas już znajdował się tu kościół parafialny pod wezwaniem św. Wawrzyńca, od którego pochodzi nazwa miejscowości (Laurence – Wawrzyniec, kirk – kościół). Wieś rozbudowana została w latach 70. XVIII wieku, po nabyciu włości przez Francisa Gardena, lorda Gardenstone'a, prominentnego prawnika. Z jego inicjatywy miejscowość rozwinęła się jako ośrodek włókiennictwa oraz produkcji tabakierek. W 1779 roku miejscowość zyskała status burgh of barony.
W mieście znajduje się stacja kolejowa na linii Aberdeen–Dundee, otwarta w latach 1849–1967 i ponownie od 2009 roku.
Urodził się tutaj poeta James Beattie (1735–1813).